# Kök-Tash
Kök-Tash est un village situé dans le district de Leïlek, dans la province de Batken au Kirghizistan, à l'est de la frontière avec le Tadjikistan. Sa population était de 3 187 habitants en 2009.
La ville d'Andarak (en) se trouve à 12 km au nord-est.